# Broj 1 albumi 2010. (Novi Zeland)
Popis broj 1 albuma u 2010. godini u Novom Zelandu prema RIANZ-u.

## Popis
| Datum        | Izvođač      | Album                               |
| ------------ | ------------ | ----------------------------------- |
| 4. siječnja  | Susan Boyle  | I Dreamed a Dream                   |
| 11. siječnja | Susan Boyle  | I Dreamed a Dream                   |
| 18. siječnja | Susan Boyle  | I Dreamed a Dream                   |
| 25. siječnja | Susan Boyle  | I Dreamed a Dream                   |
| 1. veljače   | Glee Cast    | Glee: The Music, Volume 2           |
| 8. veljače   | Susan Boyle  | I Dreamed a Dream                   |
| 15. veljače  | Susan Boyle  | I Dreamed a Dream                   |
| 22. veljače  | Gin Wigmore  | Holy Smoke                          |
| 1. ožujka    | Gin Wigmore  | Holy Smoke                          |
| 8. ožujka    | Gin Wigmore  | Holy Smoke                          |
| 15. ožujka   | Lady GaGa    | The Fame Monster                    |
| 22. ožujka   | Hollie Smith | Humour and the Misfortune of Others |
| 29. ožujka   | Lady GaGa    | The Fame Monster                    |
| 5. travnja   | Dane Rumble  | The Experiment                      |
| 12. travnja  | Slash        | Slash                               |